# Ludwig Bamberger
Pour les articles homonymes, voir Bamberger.
Ludwig Bamberger, né le 22 juillet 1823 à Mayence et mort le 14 mars 1899 à Berlin, est un banquier, un économiste et un homme politique allemand. C'est notamment un des fondateurs de la banque de Paris et des Pays-Bas et de la Deutsche Bank.
Républicain en 1848-1849, il est contraint à une longue période d'exil. Rentré en 1866, il se rallie à Bismarck qui prépare l'unification de l'Allemagne, réalisée en 1871. Sur le plan des doctrines économiques, Ludwig Bamberger est considéré comme un des plus importants représentants allemands du courant libéral.

## Biographie

### Origines familiales et formation
Ludwig Bamberger est issu d'une famille juive de Mayence. Son père, au départ commerçant, est devenu banquier. Sa mère vient de la famille Bischoffsheim et est la sœur de Louis Raphaël et de Jonathan-Raphaël Bischoffsheim. Il deux frères, Rudolph Bamberger (de) (1821-1900), qui reprendra la banque paternelle, et Henri Bamberger (1826-1908), qui sera également banquier.
Il fait des études de droit dans les universités de Giessen, Heidelberg et Göttingen. Il revient ensuite vivre à Mayence.

### La révolution de 1848 et l'exil (1849-1866)
La révolution de février 1848 en France, suivie de la révolution de mars 1848 en Allemagne l'enthousiasment et font de lui un quarante-huitard. En mars 1848, il devient rédacteur au journal Mainzer Zeitung, où il défend les idées du parti républicain. En 1849, il prend part aux soulèvements républicains du Palatinat rhénan et du Pays de Bade. Quand l'ordre est rétabli, il est condamné à mort, mais il réussit à s'enfuir et se réfugie à Zurich.
Puis il travaille à Londres dans la banque Bischoffsheim, qui appartient à son oncle maternel. En 1850, il part s'occuper de la filiale d'Anvers. En 1851, il crée à Rotterdam sa propre banque Bankhaus L. A. Bamberger. Il se marie avec Anna Belmont. En 1853, il s'établit à Paris, comme directeur de la filiale de la banque Bischoffheim & Goldschmidt. Il y reste jusqu'à l'amnistie de 1866 qui lui permet de rentrer en Allemagne.

### Carrière en Allemagne (1866-1899)
Il adhère au Parti national-libéral. En 1868, il est élu au Zollparlament, le parlement du Zollverein (Union douanière), prélude à l'unification allemande. Il soutient le chancelier prussien Otto von Bismarck, dont il écrit une biographie en français.
Dans les années 1869-1870, il travaille avec Adelbert Delbrück (de) à la création de la Deutsche Bank.
À la fin de la guerre franco-allemande de 1870, il participe à l'élaboration du traité d'armistice signé à Versailles en janvier 1871 (c'est là que Bismarck annonce la création de l'Empire d'Allemagne) et au traité de paix de Francfort (mai 1871).
La banque de Paris et des Pays-Bas est créée en 1872 par la fusion de plusieurs banques dont celles des familles Bischoffsheim, Goldschmidt et Bamberger.
Élu au Reichstag, il y siègera jusqu'en 1890. Ayant des idées libérales proches de celles de l'École de Manchester, il s'oppose à Bismarck à la fin des années 1870, lorsqu'il est question de protectionnisme et de colonialisme. Il change alors de parti et rejoint l'union libérale, avec Georg von Siemens.

## Publications
- Erlebnisse aus der pfälzischen Erhebung, 1849
- Monsieur de Bismarck, 1868 ; traduit en anglais en 1869
- Die fünf Milliarden, 1873
- Deutschland und der Sozialismus, 1878
- Deutschtum und Judentum, 1880
- Die Stichworte der Silberleute besprochen, 1893
- Erinnerungen, 1899